# Beskorjenska sitna leća
Beskorjenska sitna leća (lat. Wolffia arrhiza), biljna vrsta u rodu sitne leće, jedna je od najmanjih cvjetnica na svijetu veličine 0,5-1,0 mm, a pronalaze je i dugu tek 0,4 mm.
Rasprostranjena je po velikim dijelovima Europe, jugozapadnoj Aziji i dijelovima Afrike. U Hrvatskoj je zabilježena u Lonjskom polju, dolini Neretve i Istri (kod naselja Markovići i Vižinada) i vodi se kao osjetljiva. 
W. arrhiza je plutajuća cvjetnica oblika sitnog elipsoidnog ili subkuglastog specijalnog ˝listića˝(= frond), to je zeleno ˝tijelo˝ koje u biti nema niti stabljike, niti korijena niti lista. Postoji 1 bazalni vrećasti pup s kružnim otvorom. Cvijet se sastoji od jednog prašnika i jedne plodnice u istoj šupljini s gornje strane ˝lista˝. Antera je jednopretinasta, otvara se na vrhu (apikalno). Kuglasta plodnica s jednim ortotropnim sjemenim zametkom. Plod je kuglasta sjemenka, glatka.
Ova biljka je jestiva kad je kuhana i veoma hranjiva (20% bjelančevina, 44% ugljikohidrata, 5% masnoća, uz vitamine A, B2, B6, C. i drugi). U nekim državama jugoistočne Azije se uzgaja za ishranu.

## Sinonimi
- Bruniera vivipara Franch.
- Horkelia arrhiza (L.) Druce
- Lemna arrhiza L.
- Lemna microscopica Schur
- Lenticula arrhiza (L.) Lam.
- Wolffia delilii Miq.
- Wolffia michelii Schleid.